# Regn

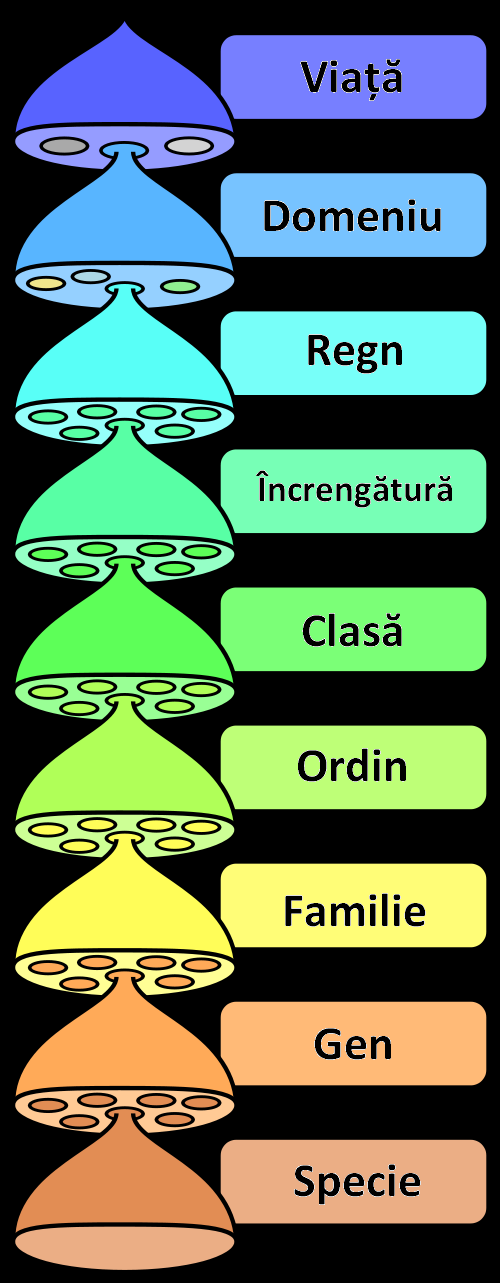
Ierarhia clasificării biologice a celor opt ranguri taxonomice majore. Un domeniu conține unul sau mai multe regnuri. Clasamentele intermediare minore nu sunt afișate.

În biologie, regnul (latină:  regnum, plural regna) este al doilea rang taxonomic, după domeniu. Regnurile sunt împărțite în grupuri mai mici numite încrengături sau filumuri. În mod tradițional, unele manuale din Statele Unite și Canada folosesc un sistem de șase regnuri (Animalia, Plantae, Fungus, Protista,  Archaea și Bacteria) în timp ce manualele din Marea Britanie, India, Grecia, Brazilia și alte țări folosesc numai cinci regnuri (Animalia, Plantae, Fungus, Protista și Monera). Unele clasificări recente bazate pe cladistica modernă au abandonat în mod explicit termenul de regn, observând că regnurile tradiționale nu sunt monofiletice, ceea ce înseamnă că nu sunt formate din toți descendenții unui strămoș comun.

## Definiție și termeni asociați
Când Carl Linnaeus a introdus sistemul de nomenclatură bazat pe rang în biologie în 1735, cel mai înalt rang a primit numele de „regn” și a fost urmat de alte patru ranguri principale: clasă, ordin, gen și specie. Ulterior au fost introduse alte două ranguri principale, clasificarea devenind astfel: regn, filum sau încrengătură, clasă, ordin, familie, gen și specie.  În 1990, deasupra regnului a fost introdus rangul de domeniu.
PSe pot adăuga prefixe, astfel încât subregnul  (subregnum) și infraregnul (cunoscut și sub numele de infraregnum) sunt cele două poziții imediat sub regn. În unele sisteme de clasificare, ramura (latină: ramus) poate fi inserată între subregn și infraregn, de exemplu, Protostomia și Deuterostomia în clasificarea Cavalier-Smith.

## Istoric

### Sistemul celor două regnuri
Clasificarea ființelor vii în animale și plante este una antică. Aristotel (384-322 î.Hr.) a clasificat speciile de animale în Istoria animalelor, în timp ce elevul său Teofrast (c. 371 – c. 287 î.Hr.) a scris o lucrare paralelă, Historia Plantarum, despre plante.
Carl Linnaeus (1707–1778) a pus bazele nomenclaturii biologice moderne, reglementate acum de codurile de nomenclatură, în 1735. El a distins două regnuri ale viețuitoarelor: Regnum Animale („regnul animal”) și Regnum Vegetabile („regnul vegetal”, pentru plante). Linnaeus a inclus și minerale în sistemul său de clasificare, plasându-le într-un al treilea regn, Regnum Lapideum.
|  | Regnum Animale (animale)              |
|  |                                       |
|  | Regnum Vegetabile ('vegetale'/plante) |
|  |                                       |

|  | Regnum Lapideum (minerale) |
|  |                            |

|  | Regnum Animale (animale)              |
|  |                                       |
|  | Regnum Vegetabile ('vegetale'/plante) |
|  |                                       |

|  | Regnum Lapideum (minerale) |
|  |                            |

### Sistemul celor trei regnuri

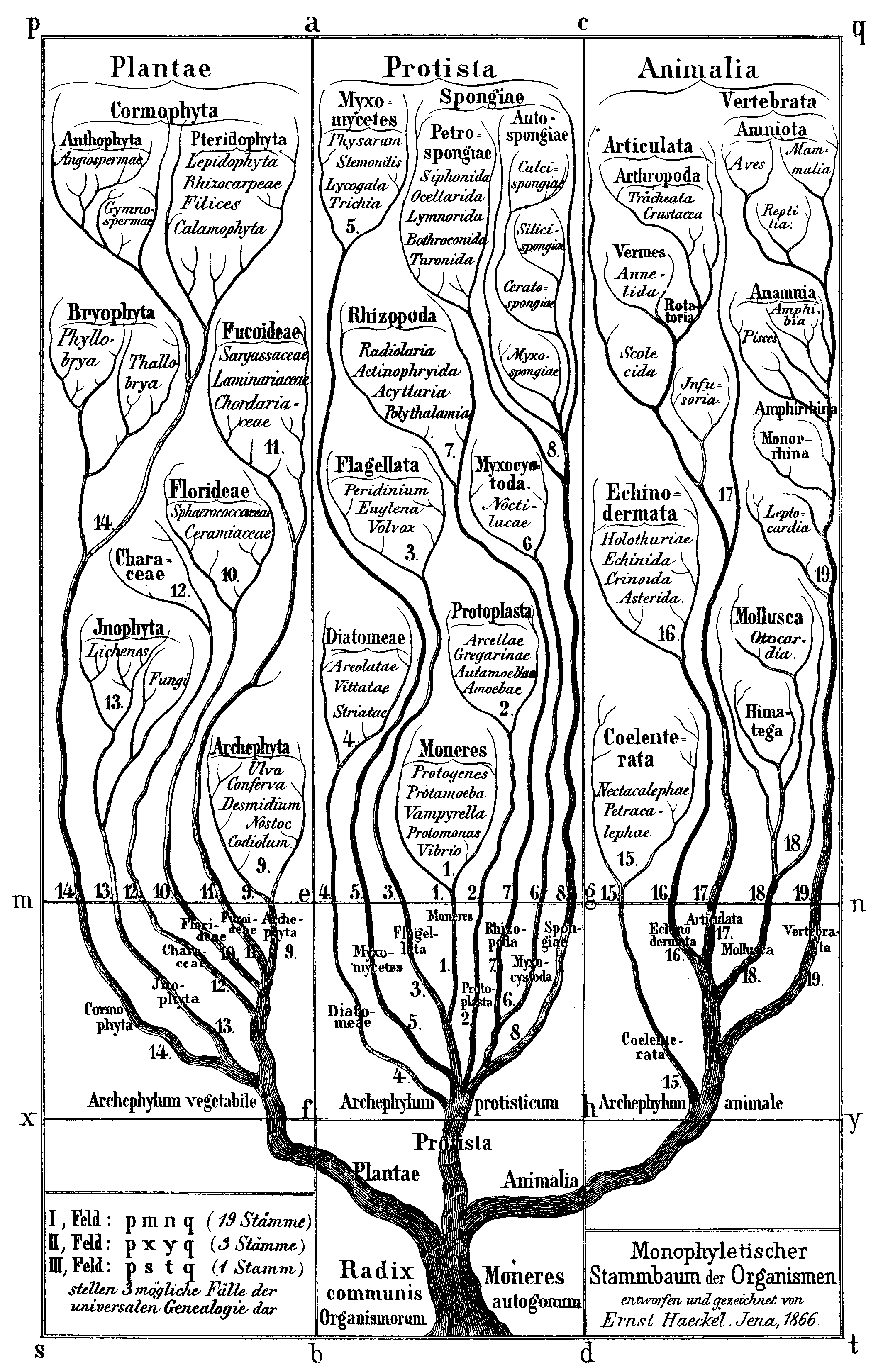
Arborele celor trei regnuri ale vieții conform lui Haeckel (1866).

În 1674, Antonie van Leeuwenhoek, adesea numit „tatăl microscopiei”, a trimis Societății Regale din Londra o copie a primelor sale observații ale organismelor microscopice unicelulare. Până atunci, existența unor astfel de organisme microscopice era în întregime necunoscută. În ciuda acestui fapt, Linnaeus nu a inclus nici un organism microscopic în taxonomia sa originală.
La început, organismele microscopice au fost clasificate în regnurile animale și vegetale. Cu toate acestea, la mijlocul secolului al XIX-lea, a devenit clar pentru mulți că „dihotomia existentă a regnurilor vegetale și animale [devenise] estompată rapid la granițele sale și depășită”.
În 1860, John Hogg a propus Protoctista, un al treilea regn al vieții compus din „toate organismele inferioare sau ființe organice primare”; el a păstrat Regnum Lapideum ca al patrulea regn al mineralelor. În 1866, Ernst Haeckel a propus ca al treilea regn al vieții, Protista, pentru „organisme neutre” sau „regnul formelor primitive”, care nu erau nici animale, nici vegetale; el nu a inclus Regnum Lapideum în schema sa. Haeckel a revizuit conținutul acestui regn de mai multe ori înainte de a se stabili la o diviziune bazată pe faptul dacă organismele erau unicelulare (Protista) sau multicelulare (animale și plante).
|  | Regnul Protista sau Protoctista |
|  |                                 |
|  | Regnul Plantae                  |
|  |                                 |
|  | Regnul Animalia                 |
|  |                                 |

|  | Regnum Lapideum (minerale) |
|  |                            |

|  | Regnul Protista sau Protoctista |
|  |                                 |
|  | Regnul Plantae                  |
|  |                                 |
|  | Regnul Animalia                 |
|  |                                 |

|  | Regnum Lapideum (minerale) |
|  |                            |

### Patru regnuri
Dezvoltarea microscopiei a relevat distincții importante între acele organisme ale căror celule nu au un nucleu distinct (procariote) și organismele ale căror celule au un nucleu distinct (eucariote). În 1937, Édouard Chatton a introdus termenii „procariote” și „eucariote” pentru a diferenția aceste organisme.
În 1938, Herbert Copeland a propus o clasificare cu patru regnuri prin crearea unui nou regn Monera al organismelor procariote. În cartea sa din 1904, Minunile vieții, el a plasat algele albastre-verzi (sau Phycochromacea) în Monera; acest lucru va câștiga treptat acceptarea, iar algele albastre-verzi vor fi clasificate ca bacterii în filum Cyanobacteria.
În anii 1960, Roger Stanier și C. B. van Niel au promovat și popularizat lucrările anterioare ale lui Édouard Chatton, în special în lucrarea lor din 1962, „Conceptul Bacterium”; aceasta a creat, pentru prima dată, un rang deasupra regnului – un super-regn sau imperiu – cu un sistem de două imperii procariote și eucariote. Sistemul cu două imperii va fi extins mai târziu la sistemul cu trei domenii: Archaea, Bacteria și Eukaryota.
|  | Regnul Monera |
|  |               |

|  | Regnul Protista sau Protoctista |
|  |                                 |
|  | Regnul Plantae                  |
|  |                                 |
|  | Regnul Animalia                 |
|  |                                 |

|  | Regnul Monera |
|  |               |

|  | Regnul Protista sau Protoctista |
|  |                                 |
|  | Regnul Plantae                  |
|  |                                 |
|  | Regnul Animalia                 |
|  |                                 |

|  | Regnul Monera |
|  |               |

|  | Regnul Protista sau Protoctista |
|  |                                 |
|  | Regnul Plantae                  |
|  |                                 |
|  | Regnul Animalia                 |
|  |                                 |

|  | Regnul Monera |
|  |               |

|  | Regnul Protista sau Protoctista |
|  |                                 |
|  | Regnul Plantae                  |
|  |                                 |
|  | Regnul Animalia                 |
|  |                                 |

### Cinci regnuri
Unii au recunoscut diferențele dintre ciuperci și alte organisme considerate plante. Haeckel mutase ciupercile din Plantae în Protista după clasificarea sa inițială, dar această separare a fost ignorată de către oamenii de știință din vremea sa. Robert Whittaker a recunoscut regnul suplimentar pentru ciuperci. Sistemul rezultat cu cinci regnuri, propus în 1969 de Whittaker, a devenit un standard popular și cu  oarecare rafinament este încă utilizat în multe lucrări și stă la baza noilor sisteme multiregionale. Se bazează în principal pe diferențele de nutriție; plantele sale erau în mare parte multicelulare autotrofe, Animalia multicelulare heterotrofe și Fungi multicelulare saprotrofe.
Celelalte două regnuri, Protista și Monera, includeau colonii celulare unicelulare și simple.
Sistemul celor cinci regnuri poate fi combinat cu sistemul celor două imperii. În sistemul Whittaker, Plantae include câteva alge. În alte sisteme, cum ar fi sistemul de cinci regnuri al lui Lynn Margulis, plantele includ doar plantele de uscat (Embryophyta), iar Protoctista are o definiție mai largă.
După publicarea sistemului Whittaker, modelul celor cinci regnuri a început să fie utilizat în mod obișnuit în manualele de biologie de liceu. În ciuda dezvoltării de la două regnuri la cinci în rândul celor mai mulți oameni de știință, unii autori încă din 1975 au continuat să folosească un sistem tradițional cu două regnuri de animale și plante, împărțind regnul plantelor în subregnul Prokaryota (bacterii și cianobacterii), Mycota (ciuperci și presupuse rude) și Chlorota (alge și plante terestre).
|  | Regnul Monera |
|  |               |

|  | Regnul Protista sau Protoctista |
|  |                                 |
|  | Regnul Plantae                  |
|  |                                 |
|  | Regnul Fungi                    |
|  |                                 |
|  | Regnul Animalia                 |
|  |                                 |

|  | Regnul Monera |
|  |               |

|  | Regnul Protista sau Protoctista |
|  |                                 |
|  | Regnul Plantae                  |
|  |                                 |
|  | Regnul Fungi                    |
|  |                                 |
|  | Regnul Animalia                 |
|  |                                 |

### Șase regnuri
În 1977, Carl Woese și colegii săi au propus subdiviziunea fundamentală a procariotelor în Eubacteria (denumită ulterior Bacteria) și Archaebacteria (denumită ulterior Archaea), pe baza structurii ARN ribozomal; acest lucru va duce mai târziu la propunerea a trei „domenii” ale vieții, Bacteria, Archaea și Eukaryota. Combinat cu modelul cu cinci regnuri, acesta a creat un model cu șase regnuri, unde regnul Monera este înlocuit de regnurile Bacteria și Archaea. Acest model cu șase regnuri este utilizat în mod obișnuit în manualele recente de biologie din liceul american, dar a primit critici pentru compromiterea consensului științific actual. Dar împărțirea procariotelor în două regnuri rămâne în uz cu schema recentă de șapte regnuri a lui Thomas Cavalier-Smith, deși diferă în primul rând prin faptul că Protista este înlocuit de Protozoa și Chromista.
| Domeniul Prokaryota | \| \| Regnul Eubacteria (Bacteria) \| \| \| \| \| \| Regnul Archaebacteria (Archaea) \| \| \| \| |
|                     | \| \| Regnul Eubacteria (Bacteria) \| \| \| \| \| \| Regnul Archaebacteria (Archaea) \| \| \| \| |
|                     | Regnul Eubacteria (Bacteria)                                                                     |
|                     |                                                                                                  |
|                     | Regnul Archaebacteria (Archaea)                                                                  |
|                     |                                                                                                  |

|  | Regnul Eubacteria (Bacteria)    |
|  |                                 |
|  | Regnul Archaebacteria (Archaea) |
|  |                                 |

| Domeniul Eukaryota | \| \| Regnul Protista sau Protoctista \| \| \| \| \| \| Regnul Plantae \| \| \| \| \| \| Regnul Fungus \| \| \| \| \| \| Regnul Animalia \| \| \| \| |
|                    | \| \| Regnul Protista sau Protoctista \| \| \| \| \| \| Regnul Plantae \| \| \| \| \| \| Regnul Fungus \| \| \| \| \| \| Regnul Animalia \| \| \| \| |
|                    | Regnul Protista sau Protoctista |
|                    | |
|                    | Regnul Plantae |
|                    | |
|                    | Regnul Fungus |
|                    | |
|                    | Regnul Animalia |
|                    | |

|  | Regnul Protista sau Protoctista |
|  |                                 |
|  | Regnul Plantae                  |
|  |                                 |
|  | Regnul Fungus                   |
|  |                                 |
|  | Regnul Animalia                 |
|  |                                 |

| Domeniul Prokaryota | \| \| Regnul Eubacteria (Bacteria) \| \| \| \| \| \| Regnul Archaebacteria (Archaea) \| \| \| \| |
|                     | \| \| Regnul Eubacteria (Bacteria) \| \| \| \| \| \| Regnul Archaebacteria (Archaea) \| \| \| \| |
|                     | Regnul Eubacteria (Bacteria)                                                                     |
|                     |                                                                                                  |
|                     | Regnul Archaebacteria (Archaea)                                                                  |
|                     |                                                                                                  |

|  | Regnul Eubacteria (Bacteria)    |
|  |                                 |
|  | Regnul Archaebacteria (Archaea) |
|  |                                 |

| Domeniul Eukaryota | \| \| Regnul Protista sau Protoctista \| \| \| \| \| \| Regnul Plantae \| \| \| \| \| \| Regnul Fungus \| \| \| \| \| \| Regnul Animalia \| \| \| \| |
|                    | \| \| Regnul Protista sau Protoctista \| \| \| \| \| \| Regnul Plantae \| \| \| \| \| \| Regnul Fungus \| \| \| \| \| \| Regnul Animalia \| \| \| \| |
|                    | Regnul Protista sau Protoctista |
|                    | |
|                    | Regnul Plantae |
|                    | |
|                    | Regnul Fungus |
|                    | |
|                    | Regnul Animalia |
|                    | |

|  | Regnul Protista sau Protoctista |
|  |                                 |
|  | Regnul Plantae                  |
|  |                                 |
|  | Regnul Fungus                   |
|  |                                 |
|  | Regnul Animalia                 |
|  |                                 |

| Domeniul Prokaryota | \| \| Regnul Eubacteria (Bacteria) \| \| \| \| \| \| Regnul Archaebacteria (Archaea) \| \| \| \| |
|                     | \| \| Regnul Eubacteria (Bacteria) \| \| \| \| \| \| Regnul Archaebacteria (Archaea) \| \| \| \| |
|                     | Regnul Eubacteria (Bacteria)                                                                     |
|                     |                                                                                                  |
|                     | Regnul Archaebacteria (Archaea)                                                                  |
|                     |                                                                                                  |

|  | Regnul Eubacteria (Bacteria)    |
|  |                                 |
|  | Regnul Archaebacteria (Archaea) |
|  |                                 |

| Domeniul Eukaryota | \| \| Regnul Protista sau Protoctista \| \| \| \| \| \| Regnul Plantae \| \| \| \| \| \| Regnul Fungus \| \| \| \| \| \| Regnul Animalia \| \| \| \| |
|                    | \| \| Regnul Protista sau Protoctista \| \| \| \| \| \| Regnul Plantae \| \| \| \| \| \| Regnul Fungus \| \| \| \| \| \| Regnul Animalia \| \| \| \| |
|                    | Regnul Protista sau Protoctista |
|                    | |
|                    | Regnul Plantae |
|                    | |
|                    | Regnul Fungus |
|                    | |
|                    | Regnul Animalia |
|                    | |

|  | Regnul Protista sau Protoctista |
|  |                                 |
|  | Regnul Plantae                  |
|  |                                 |
|  | Regnul Fungus                   |
|  |                                 |
|  | Regnul Animalia                 |
|  |                                 |

| Domeniul Prokaryota | \| \| Regnul Eubacteria (Bacteria) \| \| \| \| \| \| Regnul Archaebacteria (Archaea) \| \| \| \| |
|                     | \| \| Regnul Eubacteria (Bacteria) \| \| \| \| \| \| Regnul Archaebacteria (Archaea) \| \| \| \| |
|                     | Regnul Eubacteria (Bacteria)                                                                     |
|                     |                                                                                                  |
|                     | Regnul Archaebacteria (Archaea)                                                                  |
|                     |                                                                                                  |

|  | Regnul Eubacteria (Bacteria)    |
|  |                                 |
|  | Regnul Archaebacteria (Archaea) |
|  |                                 |

| Domeniul Eukaryota | \| \| Regnul Protista sau Protoctista \| \| \| \| \| \| Regnul Plantae \| \| \| \| \| \| Regnul Fungus \| \| \| \| \| \| Regnul Animalia \| \| \| \| |
|                    | \| \| Regnul Protista sau Protoctista \| \| \| \| \| \| Regnul Plantae \| \| \| \| \| \| Regnul Fungus \| \| \| \| \| \| Regnul Animalia \| \| \| \| |
|                    | Regnul Protista sau Protoctista |
|                    | |
|                    | Regnul Plantae |
|                    | |
|                    | Regnul Fungus |
|                    | |
|                    | Regnul Animalia |
|                    | |

|  | Regnul Protista sau Protoctista |
|  |                                 |
|  | Regnul Plantae                  |
|  |                                 |
|  | Regnul Fungus                   |
|  |                                 |
|  | Regnul Animalia                 |
|  |                                 |

### Opt regnuri
Thomas Cavalier-Smith a susținut consensul la acel moment, că diferența dintre Eubacteria și Archaebacteria era atât de mare (în special având în vedere distanța genetică a genelor ribozomale) încât procariotele trebuiau separate în două regnuri diferite. Apoi a împărțit Eubacteria în două subregnuri: Negibacteria (Bacterie Gram-negativă) și Posibacteria (Bacterie Gram-pozitivă). Progresele tehnologice în microscopia electronică au permis separarea Chromista de regnul Plantae.
În cele din urmă, au fost descoperiți unele protiste lipsite de mitocondrii. Întrucât mitocondriile erau cunoscute ca fiind rezultatul endosimbiozei unei proteobacterii, s-a crezut că aceste eucariote amitocondriale au fost primitive, marcând un pas important în eucariogeneză. Drept urmare, aceste protiste amitocondriate au fost separate din regnul protiste, dând naștere, în același timp, superregnului și regnului Archezoa. Acest super-regn s-a opus super-regnului Metakaryota, grupând celelalte cinci regnuri eucariote (Animalia, Protozoa, Fungi, Plantae și Chromista).
Aceasta a fost cunoscută sub numele de ipoteza Archezoa, care a fost abandonată de atunci; schemele ulterioare nu au inclus diviziunea Archezoa-Metakaryota.
| Super-regnul Prokaryota | \| \| Regnul Eubacteria \| \| \| \| \| \| Regnul Archaebacteria \| \| \| \| |
|                         | \| \| Regnul Eubacteria \| \| \| \| \| \| Regnul Archaebacteria \| \| \| \| |
|                         | Regnul Eubacteria                                                           |
|                         |                                                                             |
|                         | Regnul Archaebacteria                                                       |
|                         |                                                                             |

|  | Regnul Eubacteria     |
|  |                       |
|  | Regnul Archaebacteria |
|  |                       |

| Super-regnul Archezoa† | \| \| Regnul Archezoa† \| \| \| \| |
|                        | \| \| Regnul Archezoa† \| \| \| \| |
|                        | Regnul Archezoa†                   |
|                        |                                    |

|  | Regnul Archezoa† |
|  |                  |

| Super-regnul Metakaryota† | \| \| Regnul Protozoa \| \| \| \| \| \| Regnul Chromista \| \| \| \| \| \| Regnul Plantae \| \| \| \| \| \| Regnul Fungi \| \| \| \| \| \| Regnul Animalia \| \| \| \| |
|                           | \| \| Regnul Protozoa \| \| \| \| \| \| Regnul Chromista \| \| \| \| \| \| Regnul Plantae \| \| \| \| \| \| Regnul Fungi \| \| \| \| \| \| Regnul Animalia \| \| \| \| |
|                           | Regnul Protozoa |
|                           | |
|                           | Regnul Chromista |
|                           | |
|                           | Regnul Plantae |
|                           | |
|                           | Regnul Fungi |
|                           | |
|                           | Regnul Animalia |
|                           | |

|  | Regnul Protozoa  |
|  |                  |
|  | Regnul Chromista |
|  |                  |
|  | Regnul Plantae   |
|  |                  |
|  | Regnul Fungi     |
|  |                  |
|  | Regnul Animalia  |
|  |                  |

| Super-regnul Prokaryota | \| \| Regnul Eubacteria \| \| \| \| \| \| Regnul Archaebacteria \| \| \| \| |
|                         | \| \| Regnul Eubacteria \| \| \| \| \| \| Regnul Archaebacteria \| \| \| \| |
|                         | Regnul Eubacteria                                                           |
|                         |                                                                             |
|                         | Regnul Archaebacteria                                                       |
|                         |                                                                             |

|  | Regnul Eubacteria     |
|  |                       |
|  | Regnul Archaebacteria |
|  |                       |

| Super-regnul Archezoa† | \| \| Regnul Archezoa† \| \| \| \| |
|                        | \| \| Regnul Archezoa† \| \| \| \| |
|                        | Regnul Archezoa†                   |
|                        |                                    |

|  | Regnul Archezoa† |
|  |                  |

| Super-regnul Metakaryota† | \| \| Regnul Protozoa \| \| \| \| \| \| Regnul Chromista \| \| \| \| \| \| Regnul Plantae \| \| \| \| \| \| Regnul Fungi \| \| \| \| \| \| Regnul Animalia \| \| \| \| |
|                           | \| \| Regnul Protozoa \| \| \| \| \| \| Regnul Chromista \| \| \| \| \| \| Regnul Plantae \| \| \| \| \| \| Regnul Fungi \| \| \| \| \| \| Regnul Animalia \| \| \| \| |
|                           | Regnul Protozoa |
|                           | |
|                           | Regnul Chromista |
|                           | |
|                           | Regnul Plantae |
|                           | |
|                           | Regnul Fungi |
|                           | |
|                           | Regnul Animalia |
|                           | |

|  | Regnul Protozoa  |
|  |                  |
|  | Regnul Chromista |
|  |                  |
|  | Regnul Plantae   |
|  |                  |
|  | Regnul Fungi     |
|  |                  |
|  | Regnul Animalia  |
|  |                  |

| Super-regnul Prokaryota | \| \| Regnul Eubacteria \| \| \| \| \| \| Regnul Archaebacteria \| \| \| \| |
|                         | \| \| Regnul Eubacteria \| \| \| \| \| \| Regnul Archaebacteria \| \| \| \| |
|                         | Regnul Eubacteria                                                           |
|                         |                                                                             |
|                         | Regnul Archaebacteria                                                       |
|                         |                                                                             |

|  | Regnul Eubacteria     |
|  |                       |
|  | Regnul Archaebacteria |
|  |                       |

| Super-regnul Archezoa† | \| \| Regnul Archezoa† \| \| \| \| |
|                        | \| \| Regnul Archezoa† \| \| \| \| |
|                        | Regnul Archezoa†                   |
|                        |                                    |

|  | Regnul Archezoa† |
|  |                  |

| Super-regnul Metakaryota† | \| \| Regnul Protozoa \| \| \| \| \| \| Regnul Chromista \| \| \| \| \| \| Regnul Plantae \| \| \| \| \| \| Regnul Fungi \| \| \| \| \| \| Regnul Animalia \| \| \| \| |
|                           | \| \| Regnul Protozoa \| \| \| \| \| \| Regnul Chromista \| \| \| \| \| \| Regnul Plantae \| \| \| \| \| \| Regnul Fungi \| \| \| \| \| \| Regnul Animalia \| \| \| \| |
|                           | Regnul Protozoa |
|                           | |
|                           | Regnul Chromista |
|                           | |
|                           | Regnul Plantae |
|                           | |
|                           | Regnul Fungi |
|                           | |
|                           | Regnul Animalia |
|                           | |

|  | Regnul Protozoa  |
|  |                  |
|  | Regnul Chromista |
|  |                  |
|  | Regnul Plantae   |
|  |                  |
|  | Regnul Fungi     |
|  |                  |
|  | Regnul Animalia  |
|  |                  |

| Super-regnul Prokaryota | \| \| Regnul Eubacteria \| \| \| \| \| \| Regnul Archaebacteria \| \| \| \| |
|                         | \| \| Regnul Eubacteria \| \| \| \| \| \| Regnul Archaebacteria \| \| \| \| |
|                         | Regnul Eubacteria                                                           |
|                         |                                                                             |
|                         | Regnul Archaebacteria                                                       |
|                         |                                                                             |

|  | Regnul Eubacteria     |
|  |                       |
|  | Regnul Archaebacteria |
|  |                       |

| Super-regnul Archezoa† | \| \| Regnul Archezoa† \| \| \| \| |
|                        | \| \| Regnul Archezoa† \| \| \| \| |
|                        | Regnul Archezoa†                   |
|                        |                                    |

|  | Regnul Archezoa† |
|  |                  |

| Super-regnul Metakaryota† | \| \| Regnul Protozoa \| \| \| \| \| \| Regnul Chromista \| \| \| \| \| \| Regnul Plantae \| \| \| \| \| \| Regnul Fungi \| \| \| \| \| \| Regnul Animalia \| \| \| \| |
|                           | \| \| Regnul Protozoa \| \| \| \| \| \| Regnul Chromista \| \| \| \| \| \| Regnul Plantae \| \| \| \| \| \| Regnul Fungi \| \| \| \| \| \| Regnul Animalia \| \| \| \| |
|                           | Regnul Protozoa |
|                           | |
|                           | Regnul Chromista |
|                           | |
|                           | Regnul Plantae |
|                           | |
|                           | Regnul Fungi |
|                           | |
|                           | Regnul Animalia |
|                           | |

|  | Regnul Protozoa  |
|  |                  |
|  | Regnul Chromista |
|  |                  |
|  | Regnul Plantae   |
|  |                  |
|  | Regnul Fungi     |
|  |                  |
|  | Regnul Animalia  |
|  |                  |

† Nu mai este recunoscut de taxonomi.

### Șase regnuri (1998)
În 1998, Cavalier-Smith a publicat un model cu șase regnuri, care a fost revizuit în lucrările ulterioare. Versiunea publicată în 2009 este prezentată mai jos. Cavalier-Smith nu a mai acceptat importanța diviziunii fundamentale Eubacteria-Archaebacteria propusă de Woese și alții și susținută de cercetări recente. Regnul Bacteria (singurul regn al domeniului Prokaryota) a fost împărțit în două subregnuri în funcție de topologiile membranelor: Unibacteria și Negibacteria. Unibacteria a fost împărțită în filum Archaebacteria și Posibacteria.
Cavalier-Smith nu acceptă necesitatea ca taxonii să fie monofiletici („holofiletici” în terminologia sa) pentru a fi valabili. El definește Prokaryota, Bacteria, Negibacteria, Unibacteria și Posibacteria ca fiind taxoni  valabili (deci „monofiletici” în sensul în care folosește acest termen), marcând inovații importante de semnificație biologică (în ceea ce privește conceptul de nișă biologică).
În același mod, regnul său parafiletic Protozoa include strămoșii Animalia, Fungi, Plantae și Chromista. Progresele studiilor filogenetice i-au permis lui Cavalier-Smith să-și dea seama că toate filumurile considerate arhezoa (adică eucariote primitiv amitocondrate) își pierduseră, de fapt, în mod secundar mitocondriile, de obicei transformându-le în organite noi: Hidrogenozomii. Aceasta înseamnă că toate eucariotele vii sunt de fapt metacariote, în funcție de semnificația termenului dat de Cavalier-Smith. Unii dintre membrii fostului regn Archezoa, precum filumul Microsporidia, au fost reclasificați în regnul Fungi. Altele au fost reclasificate în regnul Protozoarelor, cum ar fi Metamonada, care face acum parte din infraregnul Excavata.
Deoarece Cavalier-Smith permite parafilia, diagrama de mai jos este o „diagramă organizatorică”, nu o „diagramă de ascendență” și nu reprezintă un arbore evolutiv.
| Domeniul Prokaryota | \| \| Regnul Bacteria — include Archaebacteria ca parte a subregnului \| \| \| \| |
|                     | \| \| Regnul Bacteria — include Archaebacteria ca parte a subregnului \| \| \| \| |
|                     | Regnul Bacteria — include Archaebacteria ca parte a subregnului                   |
|                     |                                                                                   |

|  | Regnul Bacteria — include Archaebacteria ca parte a subregnului |
|  |                                                                 |

| Domeniul Eukaryota | \| \| Regnul Protozoa — e.g. Amoebozoa, Choanozoa, Excavata \| \| \| \| \| \| Regnul Chromista — e.g. Alveolata, Cryptomonad, Heterokonta (Algă brună, Diatomee etc.), Haptophyta, Rhizaria \| \| \| \| \| \| Regnul Plantae — e.g. Glaucophyte, Algă roșie, Algă verde, Embryophyte \| \| \| \| \| \| Regnul Fungi \| \| \| \| \| \| Regnul Animalia \| \| \| \| |
|                    | \| \| Regnul Protozoa — e.g. Amoebozoa, Choanozoa, Excavata \| \| \| \| \| \| Regnul Chromista — e.g. Alveolata, Cryptomonad, Heterokonta (Algă brună, Diatomee etc.), Haptophyta, Rhizaria \| \| \| \| \| \| Regnul Plantae — e.g. Glaucophyte, Algă roșie, Algă verde, Embryophyte \| \| \| \| \| \| Regnul Fungi \| \| \| \| \| \| Regnul Animalia \| \| \| \| |
|                    | Regnul Protozoa — e.g. Amoebozoa, Choanozoa, Excavata |
|                    | |
|                    | Regnul Chromista — e.g. Alveolata, Cryptomonad, Heterokonta (Algă brună, Diatomee etc.), Haptophyta, Rhizaria |
|                    | |
|                    | Regnul Plantae — e.g. Glaucophyte, Algă roșie, Algă verde, Embryophyte |
|                    | |
|                    | Regnul Fungi |
|                    | |
|                    | Regnul Animalia |
|                    | |

|  | Regnul Protozoa — e.g. Amoebozoa, Choanozoa, Excavata                                                         |
|  | |
|  | Regnul Chromista — e.g. Alveolata, Cryptomonad, Heterokonta (Algă brună, Diatomee etc.), Haptophyta, Rhizaria |
|  | |
|  | Regnul Plantae — e.g. Glaucophyte, Algă roșie, Algă verde, Embryophyte                                        |
|  | |
|  | Regnul Fungi                                                                                                  |
|  | |
|  | Regnul Animalia                                                                                               |
|  | |

| Domeniul Prokaryota | \| \| Regnul Bacteria — include Archaebacteria ca parte a subregnului \| \| \| \| |
|                     | \| \| Regnul Bacteria — include Archaebacteria ca parte a subregnului \| \| \| \| |
|                     | Regnul Bacteria — include Archaebacteria ca parte a subregnului                   |
|                     |                                                                                   |

|  | Regnul Bacteria — include Archaebacteria ca parte a subregnului |
|  |                                                                 |

| Domeniul Eukaryota | \| \| Regnul Protozoa — e.g. Amoebozoa, Choanozoa, Excavata \| \| \| \| \| \| Regnul Chromista — e.g. Alveolata, Cryptomonad, Heterokonta (Algă brună, Diatomee etc.), Haptophyta, Rhizaria \| \| \| \| \| \| Regnul Plantae — e.g. Glaucophyte, Algă roșie, Algă verde, Embryophyte \| \| \| \| \| \| Regnul Fungi \| \| \| \| \| \| Regnul Animalia \| \| \| \| |
|                    | \| \| Regnul Protozoa — e.g. Amoebozoa, Choanozoa, Excavata \| \| \| \| \| \| Regnul Chromista — e.g. Alveolata, Cryptomonad, Heterokonta (Algă brună, Diatomee etc.), Haptophyta, Rhizaria \| \| \| \| \| \| Regnul Plantae — e.g. Glaucophyte, Algă roșie, Algă verde, Embryophyte \| \| \| \| \| \| Regnul Fungi \| \| \| \| \| \| Regnul Animalia \| \| \| \| |
|                    | Regnul Protozoa — e.g. Amoebozoa, Choanozoa, Excavata |
|                    | |
|                    | Regnul Chromista — e.g. Alveolata, Cryptomonad, Heterokonta (Algă brună, Diatomee etc.), Haptophyta, Rhizaria |
|                    | |
|                    | Regnul Plantae — e.g. Glaucophyte, Algă roșie, Algă verde, Embryophyte |
|                    | |
|                    | Regnul Fungi |
|                    | |
|                    | Regnul Animalia |
|                    | |

|  | Regnul Protozoa — e.g. Amoebozoa, Choanozoa, Excavata                                                         |
|  | |
|  | Regnul Chromista — e.g. Alveolata, Cryptomonad, Heterokonta (Algă brună, Diatomee etc.), Haptophyta, Rhizaria |
|  | |
|  | Regnul Plantae — e.g. Glaucophyte, Algă roșie, Algă verde, Embryophyte                                        |
|  | |
|  | Regnul Fungi                                                                                                  |
|  | |
|  | Regnul Animalia                                                                                               |
|  | |

| Domeniul Prokaryota | \| \| Regnul Bacteria — include Archaebacteria ca parte a subregnului \| \| \| \| |
|                     | \| \| Regnul Bacteria — include Archaebacteria ca parte a subregnului \| \| \| \| |
|                     | Regnul Bacteria — include Archaebacteria ca parte a subregnului                   |
|                     |                                                                                   |

|  | Regnul Bacteria — include Archaebacteria ca parte a subregnului |
|  |                                                                 |

| Domeniul Eukaryota | \| \| Regnul Protozoa — e.g. Amoebozoa, Choanozoa, Excavata \| \| \| \| \| \| Regnul Chromista — e.g. Alveolata, Cryptomonad, Heterokonta (Algă brună, Diatomee etc.), Haptophyta, Rhizaria \| \| \| \| \| \| Regnul Plantae — e.g. Glaucophyte, Algă roșie, Algă verde, Embryophyte \| \| \| \| \| \| Regnul Fungi \| \| \| \| \| \| Regnul Animalia \| \| \| \| |
|                    | \| \| Regnul Protozoa — e.g. Amoebozoa, Choanozoa, Excavata \| \| \| \| \| \| Regnul Chromista — e.g. Alveolata, Cryptomonad, Heterokonta (Algă brună, Diatomee etc.), Haptophyta, Rhizaria \| \| \| \| \| \| Regnul Plantae — e.g. Glaucophyte, Algă roșie, Algă verde, Embryophyte \| \| \| \| \| \| Regnul Fungi \| \| \| \| \| \| Regnul Animalia \| \| \| \| |
|                    | Regnul Protozoa — e.g. Amoebozoa, Choanozoa, Excavata |
|                    | |
|                    | Regnul Chromista — e.g. Alveolata, Cryptomonad, Heterokonta (Algă brună, Diatomee etc.), Haptophyta, Rhizaria |
|                    | |
|                    | Regnul Plantae — e.g. Glaucophyte, Algă roșie, Algă verde, Embryophyte |
|                    | |
|                    | Regnul Fungi |
|                    | |
|                    | Regnul Animalia |
|                    | |

|  | Regnul Protozoa — e.g. Amoebozoa, Choanozoa, Excavata                                                         |
|  | |
|  | Regnul Chromista — e.g. Alveolata, Cryptomonad, Heterokonta (Algă brună, Diatomee etc.), Haptophyta, Rhizaria |
|  | |
|  | Regnul Plantae — e.g. Glaucophyte, Algă roșie, Algă verde, Embryophyte                                        |
|  | |
|  | Regnul Fungi                                                                                                  |
|  | |
|  | Regnul Animalia                                                                                               |
|  | |

| Domeniul Prokaryota | \| \| Regnul Bacteria — include Archaebacteria ca parte a subregnului \| \| \| \| |
|                     | \| \| Regnul Bacteria — include Archaebacteria ca parte a subregnului \| \| \| \| |
|                     | Regnul Bacteria — include Archaebacteria ca parte a subregnului                   |
|                     |                                                                                   |

|  | Regnul Bacteria — include Archaebacteria ca parte a subregnului |
|  |                                                                 |

| Domeniul Eukaryota | \| \| Regnul Protozoa — e.g. Amoebozoa, Choanozoa, Excavata \| \| \| \| \| \| Regnul Chromista — e.g. Alveolata, Cryptomonad, Heterokonta (Algă brună, Diatomee etc.), Haptophyta, Rhizaria \| \| \| \| \| \| Regnul Plantae — e.g. Glaucophyte, Algă roșie, Algă verde, Embryophyte \| \| \| \| \| \| Regnul Fungi \| \| \| \| \| \| Regnul Animalia \| \| \| \| |
|                    | \| \| Regnul Protozoa — e.g. Amoebozoa, Choanozoa, Excavata \| \| \| \| \| \| Regnul Chromista — e.g. Alveolata, Cryptomonad, Heterokonta (Algă brună, Diatomee etc.), Haptophyta, Rhizaria \| \| \| \| \| \| Regnul Plantae — e.g. Glaucophyte, Algă roșie, Algă verde, Embryophyte \| \| \| \| \| \| Regnul Fungi \| \| \| \| \| \| Regnul Animalia \| \| \| \| |
|                    | Regnul Protozoa — e.g. Amoebozoa, Choanozoa, Excavata |
|                    | |
|                    | Regnul Chromista — e.g. Alveolata, Cryptomonad, Heterokonta (Algă brună, Diatomee etc.), Haptophyta, Rhizaria |
|                    | |
|                    | Regnul Plantae — e.g. Glaucophyte, Algă roșie, Algă verde, Embryophyte |
|                    | |
|                    | Regnul Fungi |
|                    | |
|                    | Regnul Animalia |
|                    | |

|  | Regnul Protozoa — e.g. Amoebozoa, Choanozoa, Excavata                                                         |
|  | |
|  | Regnul Chromista — e.g. Alveolata, Cryptomonad, Heterokonta (Algă brună, Diatomee etc.), Haptophyta, Rhizaria |
|  | |
|  | Regnul Plantae — e.g. Glaucophyte, Algă roșie, Algă verde, Embryophyte                                        |
|  | |
|  | Regnul Fungi                                                                                                  |
|  | |
|  | Regnul Animalia                                                                                               |
|  | |

### Șapte regnuri
Cavalier-Smith și colaboratorii săi și-au revizuit clasificarea în 2015. În această schemă au reintrodus împărțirea procariotelor în două regnuri, Bacteria (= Eubacteria) și Archaea (= Archaebacteria). Acest lucru se bazează pe consensul în schema taxonomică a Bacteria și Archaea (TOBA) și în Catalogul vieții.
| Domeniul Prokaryota | \| \| Regnul Bacteria \| \| \| \| \| \| Regnul Archaea \| \| \| \| |
|                     | \| \| Regnul Bacteria \| \| \| \| \| \| Regnul Archaea \| \| \| \| |
|                     | Regnul Bacteria                                                    |
|                     |                                                                    |
|                     | Regnul Archaea                                                     |
|                     |                                                                    |

|  | Regnul Bacteria |
|  |                 |
|  | Regnul Archaea  |
|  |                 |

| Domeniul Eukaryota | \| \| Regnul Protozoa — ex. Amoebozoa, Choanozoa, Excavata \| \| \| \| \| \| Regnul Chromista — ex. Alveolata, Cryptomonad, Heterokonta (Algă brună, Diatomee etc.), Haptophyta, Rhizaria \| \| \| \| \| \| Regnul Plantae — ex. Glaucophyte, Algă roșie, Algă verde, Embryophyta \| \| \| \| \| \| Regnul Fungi \| \| \| \| \| \| Regnul Animalia \| \| \| \| |
|                    | \| \| Regnul Protozoa — ex. Amoebozoa, Choanozoa, Excavata \| \| \| \| \| \| Regnul Chromista — ex. Alveolata, Cryptomonad, Heterokonta (Algă brună, Diatomee etc.), Haptophyta, Rhizaria \| \| \| \| \| \| Regnul Plantae — ex. Glaucophyte, Algă roșie, Algă verde, Embryophyta \| \| \| \| \| \| Regnul Fungi \| \| \| \| \| \| Regnul Animalia \| \| \| \| |
|                    | Regnul Protozoa — ex. Amoebozoa, Choanozoa, Excavata |
|                    | |
|                    | Regnul Chromista — ex. Alveolata, Cryptomonad, Heterokonta (Algă brună, Diatomee etc.), Haptophyta, Rhizaria |
|                    | |
|                    | Regnul Plantae — ex. Glaucophyte, Algă roșie, Algă verde, Embryophyta |
|                    | |
|                    | Regnul Fungi |
|                    | |
|                    | Regnul Animalia |
|                    | |

|  | Regnul Protozoa — ex. Amoebozoa, Choanozoa, Excavata                                                         |
|  | |
|  | Regnul Chromista — ex. Alveolata, Cryptomonad, Heterokonta (Algă brună, Diatomee etc.), Haptophyta, Rhizaria |
|  | |
|  | Regnul Plantae — ex. Glaucophyte, Algă roșie, Algă verde, Embryophyta                                        |
|  | |
|  | Regnul Fungi                                                                                                 |
|  | |
|  | Regnul Animalia                                                                                              |
|  | |

| Domeniul Prokaryota | \| \| Regnul Bacteria \| \| \| \| \| \| Regnul Archaea \| \| \| \| |
|                     | \| \| Regnul Bacteria \| \| \| \| \| \| Regnul Archaea \| \| \| \| |
|                     | Regnul Bacteria                                                    |
|                     |                                                                    |
|                     | Regnul Archaea                                                     |
|                     |                                                                    |

|  | Regnul Bacteria |
|  |                 |
|  | Regnul Archaea  |
|  |                 |

| Domeniul Eukaryota | \| \| Regnul Protozoa — ex. Amoebozoa, Choanozoa, Excavata \| \| \| \| \| \| Regnul Chromista — ex. Alveolata, Cryptomonad, Heterokonta (Algă brună, Diatomee etc.), Haptophyta, Rhizaria \| \| \| \| \| \| Regnul Plantae — ex. Glaucophyte, Algă roșie, Algă verde, Embryophyta \| \| \| \| \| \| Regnul Fungi \| \| \| \| \| \| Regnul Animalia \| \| \| \| |
|                    | \| \| Regnul Protozoa — ex. Amoebozoa, Choanozoa, Excavata \| \| \| \| \| \| Regnul Chromista — ex. Alveolata, Cryptomonad, Heterokonta (Algă brună, Diatomee etc.), Haptophyta, Rhizaria \| \| \| \| \| \| Regnul Plantae — ex. Glaucophyte, Algă roșie, Algă verde, Embryophyta \| \| \| \| \| \| Regnul Fungi \| \| \| \| \| \| Regnul Animalia \| \| \| \| |
|                    | Regnul Protozoa — ex. Amoebozoa, Choanozoa, Excavata |
|                    | |
|                    | Regnul Chromista — ex. Alveolata, Cryptomonad, Heterokonta (Algă brună, Diatomee etc.), Haptophyta, Rhizaria |
|                    | |
|                    | Regnul Plantae — ex. Glaucophyte, Algă roșie, Algă verde, Embryophyta |
|                    | |
|                    | Regnul Fungi |
|                    | |
|                    | Regnul Animalia |
|                    | |

|  | Regnul Protozoa — ex. Amoebozoa, Choanozoa, Excavata                                                         |
|  | |
|  | Regnul Chromista — ex. Alveolata, Cryptomonad, Heterokonta (Algă brună, Diatomee etc.), Haptophyta, Rhizaria |
|  | |
|  | Regnul Plantae — ex. Glaucophyte, Algă roșie, Algă verde, Embryophyta                                        |
|  | |
|  | Regnul Fungi                                                                                                 |
|  | |
|  | Regnul Animalia                                                                                              |
|  | |

| Domeniul Prokaryota | \| \| Regnul Bacteria \| \| \| \| \| \| Regnul Archaea \| \| \| \| |
|                     | \| \| Regnul Bacteria \| \| \| \| \| \| Regnul Archaea \| \| \| \| |
|                     | Regnul Bacteria                                                    |
|                     |                                                                    |
|                     | Regnul Archaea                                                     |
|                     |                                                                    |

|  | Regnul Bacteria |
|  |                 |
|  | Regnul Archaea  |
|  |                 |

| Domeniul Eukaryota | \| \| Regnul Protozoa — ex. Amoebozoa, Choanozoa, Excavata \| \| \| \| \| \| Regnul Chromista — ex. Alveolata, Cryptomonad, Heterokonta (Algă brună, Diatomee etc.), Haptophyta, Rhizaria \| \| \| \| \| \| Regnul Plantae — ex. Glaucophyte, Algă roșie, Algă verde, Embryophyta \| \| \| \| \| \| Regnul Fungi \| \| \| \| \| \| Regnul Animalia \| \| \| \| |
|                    | \| \| Regnul Protozoa — ex. Amoebozoa, Choanozoa, Excavata \| \| \| \| \| \| Regnul Chromista — ex. Alveolata, Cryptomonad, Heterokonta (Algă brună, Diatomee etc.), Haptophyta, Rhizaria \| \| \| \| \| \| Regnul Plantae — ex. Glaucophyte, Algă roșie, Algă verde, Embryophyta \| \| \| \| \| \| Regnul Fungi \| \| \| \| \| \| Regnul Animalia \| \| \| \| |
|                    | Regnul Protozoa — ex. Amoebozoa, Choanozoa, Excavata |
|                    | |
|                    | Regnul Chromista — ex. Alveolata, Cryptomonad, Heterokonta (Algă brună, Diatomee etc.), Haptophyta, Rhizaria |
|                    | |
|                    | Regnul Plantae — ex. Glaucophyte, Algă roșie, Algă verde, Embryophyta |
|                    | |
|                    | Regnul Fungi |
|                    | |
|                    | Regnul Animalia |
|                    | |

|  | Regnul Protozoa — ex. Amoebozoa, Choanozoa, Excavata                                                         |
|  | |
|  | Regnul Chromista — ex. Alveolata, Cryptomonad, Heterokonta (Algă brună, Diatomee etc.), Haptophyta, Rhizaria |
|  | |
|  | Regnul Plantae — ex. Glaucophyte, Algă roșie, Algă verde, Embryophyta                                        |
|  | |
|  | Regnul Fungi                                                                                                 |
|  | |
|  | Regnul Animalia                                                                                              |
|  | |

| Domeniul Prokaryota | \| \| Regnul Bacteria \| \| \| \| \| \| Regnul Archaea \| \| \| \| |
|                     | \| \| Regnul Bacteria \| \| \| \| \| \| Regnul Archaea \| \| \| \| |
|                     | Regnul Bacteria                                                    |
|                     |                                                                    |
|                     | Regnul Archaea                                                     |
|                     |                                                                    |

|  | Regnul Bacteria |
|  |                 |
|  | Regnul Archaea  |
|  |                 |

| Domeniul Eukaryota | \| \| Regnul Protozoa — ex. Amoebozoa, Choanozoa, Excavata \| \| \| \| \| \| Regnul Chromista — ex. Alveolata, Cryptomonad, Heterokonta (Algă brună, Diatomee etc.), Haptophyta, Rhizaria \| \| \| \| \| \| Regnul Plantae — ex. Glaucophyte, Algă roșie, Algă verde, Embryophyta \| \| \| \| \| \| Regnul Fungi \| \| \| \| \| \| Regnul Animalia \| \| \| \| |
|                    | \| \| Regnul Protozoa — ex. Amoebozoa, Choanozoa, Excavata \| \| \| \| \| \| Regnul Chromista — ex. Alveolata, Cryptomonad, Heterokonta (Algă brună, Diatomee etc.), Haptophyta, Rhizaria \| \| \| \| \| \| Regnul Plantae — ex. Glaucophyte, Algă roșie, Algă verde, Embryophyta \| \| \| \| \| \| Regnul Fungi \| \| \| \| \| \| Regnul Animalia \| \| \| \| |
|                    | Regnul Protozoa — ex. Amoebozoa, Choanozoa, Excavata |
|                    | |
|                    | Regnul Chromista — ex. Alveolata, Cryptomonad, Heterokonta (Algă brună, Diatomee etc.), Haptophyta, Rhizaria |
|                    | |
|                    | Regnul Plantae — ex. Glaucophyte, Algă roșie, Algă verde, Embryophyta |
|                    | |
|                    | Regnul Fungi |
|                    | |
|                    | Regnul Animalia |
|                    | |

|  | Regnul Protozoa — ex. Amoebozoa, Choanozoa, Excavata                                                         |
|  | |
|  | Regnul Chromista — ex. Alveolata, Cryptomonad, Heterokonta (Algă brună, Diatomee etc.), Haptophyta, Rhizaria |
|  | |
|  | Regnul Plantae — ex. Glaucophyte, Algă roșie, Algă verde, Embryophyta                                        |
|  | |
|  | Regnul Fungi                                                                                                 |
|  | |
|  | Regnul Animalia                                                                                              |
|  | |

### Rezumat
| Linnaeus 1735 | Haeckel 1866 | Chatton 1925 | Copeland 1938 | Whittaker 1969 | Woese et al. 1977 | Woese et al. 1990 | Cavalier-Smith 1993 | Cavalier-Smith 1998 | Ruggiero et al. 2015 |
| ------------- | ------------ | ------------ | ------------- | -------------- | ----------------- | ----------------- | ------------------- | ------------------- | -------------------- |
| (netratat)    | (netratat)   | 2 domenii    | 2 domenii     | 2 domenii      | 2 domenii         | 3 domenii         | 3 domenii           | 2 domenii           | 2 domenii            |
| 2 regnuri     | 3 regnuri    | (netratat)   | 4 regnuri     | 5 regnuri      | 6 regnuri         | (netratat)        | 8 regnuri           | 6 regnuri           | 7 regnuri            |
| (netratat)    | Protista     | Prokaryota   | Monera        | Monera         | Eubacteria        | Bacteria          | Eubacteria          | Bacteria            | Bacteria             |
| (netratat)    | Protista     | Prokaryota   | Monera        | Monera         | Archaebacteria    | Archaea           | Archaebacteria      | Bacteria            | Archaea              |
| (netratat)    | Protista     | Eukaryota    | Protista      | Protista       | Protista          | Eucarya           | Archezoa            | Protozoa            | Protozoa             |
| (netratat)    | Protista     | Eukaryota    | Protista      | Protista       | Protista          | Eucarya           | Protozoa            | Protozoa            | Protozoa             |
| (netratat)    | Protista     | Eukaryota    | Protista      | Protista       | Protista          | Eucarya           | Chromista           | Chromista           | Chromista            |
| Vegetabilia   | Plantae      | Eukaryota    | Plantae       | Plantae        | Plantae           | Eucarya           | Plantae             | Plantae             | Plantae              |
| Vegetabilia   | Plantae      | Eukaryota    | Plantae       | Fungi          | Fungi             | Eucarya           | Fungi               | Fungi               | Fungi                |
| Animalia      | Animalia     | Eukaryota    | Animalia      | Animalia       | Animalia          | Eucarya           | Animalia            | Animalia            | Animalia             |

Clasificarea vieții la nivel de regn este încă utilizată pe scară largă ca mod util de grupare a organismelor, în ciuda unor probleme cu această abordare: 
- Regnurile, cum ar fi Protozoa, reprezintă grade evoluționare mai degrabă decât clade și astfel sunt respinse de sistemele de clasificare filogenetică.

- Cele mai recente cercetări nu acceptă clasificarea eucariotelor în nici unul dintre sistemele standard. În aprilie 2010 se considera că nici un set de regnuri nu este suficient susținut de cercetare pentru a obține o acceptare pe scară largă. În 2009, Andrew Roger și Alastair Simpson au subliniat necesitatea diligenței în analiza noilor descoperiri: „Cu ritmul actual de schimbare în înțelegerea arborelui eucariot al vieții, ar trebui să procedăm cu prudență”.[38]